# Арена По
Арѐна По̀ (на италиански: Arena Po, на местен диалект: Reina, Рейна) е село и община в Северна Италия, провинция Павия, регион Ломбардия. Разположено е на 61 m надморска височина. Населението на общината е 1591 души (към 2017 г.).